# Parc national de Niumi
Le parc national de Niumi est un parc national de Gambie.
Il occupe la bande côtière dans la région nord du pays, à la pointe sud du delta du Sine-Saloum.
Il couvre une superficie d'environ 4 940 ha (49,4 km2) et englobe une importante diversité de zones humides et de végétations, allant de marais d'eau douce à des langues de sable, en passant par des lagunes saumâtres.
La mangrove de Rhizophora y est abondante et ses marécages et vasières sont un refuge essentiel pour les oiseaux, avec plus de 200 espèces trouvées ici.

## Géographie
Le parc national occupe la bande côtière de la pointe sud du delta du Sine-Saloum. Le parc, qui se trouve dans la région North Bank, s'étend sur environ 49,4 km2.
La Gambie déclare, en 1986, sa partie du delta comme parc national,. Au nord du parc, dans la partie sud du delta se trouve l'île de Jinack et de nombreuses petites îles.

## Faune et flore
Au niveau régional, le parc fait partie de l'écorégion marine d'Afrique de l'Ouest.
La côte atlantique est fortement peuplée de Sterna dougallii.
Le marais et les vasières sont un important refuge pour les oiseaux, avec plus de 200 espèces trouvées ici. 293 espèces de 63 familles ont été enregistrées de l'avifaune. De nombreuses espèces présentes dans le parc sont vulnérables ou en voie de disparition, notamment la tortue verte, le dauphin à bosse, le colobe rouge et les lamantins tels que Trichechus senegalensis.
Dans les zones boisées du parc, il existe d'importantes populations de singes Patas (Erythrocebus patas ), de singes vervet (Cercopithecus aethiops), de hyènes tachetées (Crocuta crocuta) et de phacochères (Phacochoerus africanus).